# Hubbardton
Hubbardton ist eine Town im Rutland County des Bundesstaates Vermont in den Vereinigten Staaten mit 735 Einwohnern (laut Volkszählung von 2020).

## Geografie

### Geografische Lage
Hubbardton liegt in einer waldreichen Seenplatte am Westrand der Green Mountains, die Teil der Ebenen um den Lake Champlain im Nordwesten und dem Hudson River im Westen sind. Die Town weist keine bemerkenswerten Berge auf; wesentliche Wasserflächen auf ihrem Gebiet sind der Südteil des Lake Hortonia und der Nordteil des Lake Bomoseen.

### Nachbargemeinden
Alle Entfernungen sind als Luftlinien zwischen den offiziellen Koordinaten der Orte aus der Volkszählung 2010 angegeben.
- Norden: Sudbury, 2,3 km
- Nordosten: Brandon, 10,6 km
- Osten: Pittsford, 13,3 km
- Südosten: West Rutland, 12,2 km
- Süden: Castleton, 3,0 km
- Südwesten: Fair Haven, 10,8 km
- Westen: Benson, 15,0 km
- Nordwesten: Orwell, 12,5 km

Hinweis: Hubbardton besitzt mit West Rutland, Fair Haven und Orwell keine gemeinsame Grenze, die Gemeinden liegen aber derart eng beisammen, dass eine Aufnahme in die obige Liste sinnvoll erscheint.

### Klima
Die mittlere Durchschnittstemperatur in Hubbardton liegt zwischen −6,7 °C (20 °Fahrenheit) im Januar und 21,1 °C (70 °Fahrenheit) im Juli. Damit liegt der Ort weitgehend im langjährigen Mittel Vermonts. Die Schneefälle zwischen Oktober und Mai liegen mit mehr als zwei Metern erheblich höher als die mittlere Schneehöhe in den USA. Die tägliche Sonnenscheindauer liegt am unteren Rand des Wertespektrums der USA, im Zeitraum von Mitte Oktober bis Mitte Dezember sogar erheblich darunter.

## Geschichte
Das Gebiet Hubbardtons wurde im Rahmen der New Hampshire Grants durch den Gouverneur der Kolonie New Hampshire, Benning Wentworth, zur Besiedlung angeboten und an eine Gruppe von Interessenten verkauft. Die Bestätigung des Verkaufs (Charter) erfolgte am 15. Juni 1764 und war eine der letzten Gründungen der Kolonie New Hampshire; die Letzte erfolgte im Oktober 1764. Die ersten Siedler, zwei Familien aus Norfolk, Connecticut, ließen sich erst im Frühjahr 1774 hier nieder, gefolgt von wenigen weiteren Familien. Dieses Gebiet lag weit im Norden der damaligen Siedlungsgrenzen und war den Gefahren durch Angriffe der heimischen Indianer und der Feindseligkeiten des im nahen Fort Ticonderoga stationierten britischen Heeres im Rahmen des sich abzeichnenden Unabhängigkeitskrieges ausgesetzt. Nach Ausbruch des Krieges, der Eroberung des Forts durch die Amerikaner und der Rückeroberung durch die Briten wurde der Ort im Zuge der Evakuierung der amerikanischen Truppen am 6. Juli 1777 evakuiert. Zu diesem Zeitpunkt lebten in Hubbardton neun Familien.
Im Gefolge der Evakuierung kam es zu einem Indianerüberfall unter Federführung der das amerikanische Heer verfolgenden Briten am selben Tag; es gab eine Reihe von Gefangenen unter den Siedlern, die sich später zum Teil aber selbst befreien konnten bzw. bei einem späteren Gegenschlag der amerikanischen Armee befreit wurden. Am Tag nach der Evakuierung und Gefangennahme der Bewohner, am 7. Juli 1777, kam es zur Schlacht von Hubbardton, dem einzigen Kriegsereignis auf dem Boden Vermonts während des Unabhängigkeitskrieges. Die Gebeine der zum größten Teil unbeerdigten Toten wurden erst 1784 durch die ab 1780, also nach dem Ende des Unabhängigkeitskrieges, zurückkehrenden Siedler geborgen und zur Ruhe gebettet. Das Schlachtfeld wird heute als historische Stätte in der Liste historischer Stätten des National Register of Historic Places unter der Nummer 71000059 geführt.
Ab 1783 verstärkte sich der Zustrom neuer Siedler in das nunmehr sichere Gebiet. Im März 1785 war die Zahl der Pioniere soweit angestiegen, dass die konstituierende Stadtversammlung abgehalten werden konnte. 1785 wurde die erste Scheune aus Balken und Brettern errichtet, 1786 das erste Wohnhaus, das kein Blockhaus war. Beide Bauten sind bemerkenswert, weil das erste Sägewerk, das sonst eines der ersten Bauwerke bei der Neubesiedlung eines Geländes in Vermont war, erst 1787 errichtet wurde; das Material für die Bauten war mit einem Ochsenkarren über eine Entfernung von 12,5 Meilen (etwa 20 Kilometer) durch die weglose Wildnis hierher transportiert worden.
Dem Sägewerk von 1787 folgte zwei Jahre später die sonst ebenfalls zu den ersten Bauten gehörende Getreidemühle. Erst danach wurden die kleinen Wasserläufe der Gegend konsequent für vielerlei Wassermühlen genutzt.
Hubbardton entwickelte sich rein landwirtschaftlich. Zunächst waren Mais, Kartoffeln und aus der Schafzucht Wolle die vorherrschenden Produkte. Das war auch in den umliegenden Gemeinden so, und ebenso wie dort stellte sich Hubbardtons Landwirtschaft mit der Erschließung der Märkte der Ostküste und der Anbindung der großen Seen durch den Bau der Bahnlinien ab etwa 1850 auf neue Produkte um; Weizen, Gerste und Roggen bestimmen bis heute die Produktion auf den Feldern, Milchwirtschaft die der Ställe. Die Anbindung an die Bahnlinien führten aber auch zu Abwanderungen der Bevölkerung, vornehmlich in die neuen agrikulturell zu nutzenden Weiten des Westens, aber auch als Arbeiter in die Wirtschaftszonen der Ostküste, vornehmlich Boston. Dieser Trend wurde erst mit dem wirtschaftlichen und bevölkerungstechnischen Aufschwung umgebender Siedlungen wie Rutland und Castleton gewendet, während denen sich Hubbardton als Wohnort für Pendler anbot.

### Religionen
Die ersten Religionsgemeinschaften in der Gemeinde waren die Kongregationalisten (ab 1782), die Baptisten (ab 1787), Methodisten (ab 1809) und die Universalisten (ab 1830). Das erste Meeting House errichteten die Baptisten im Jahr 1800; das 1818 errichtete Meeting House der Kongregationalisten brannte im Januar 1737 ab und wurde im folgenden Jahr neu errichtet.

### Einwohnerentwicklung
| Volkszählungsergebnisse – Town of Hubbardton, Vermont | Volkszählungsergebnisse – Town of Hubbardton, Vermont | Volkszählungsergebnisse – Town of Hubbardton, Vermont | Volkszählungsergebnisse – Town of Hubbardton, Vermont | Volkszählungsergebnisse – Town of Hubbardton, Vermont | Volkszählungsergebnisse – Town of Hubbardton, Vermont | Volkszählungsergebnisse – Town of Hubbardton, Vermont | Volkszählungsergebnisse – Town of Hubbardton, Vermont | Volkszählungsergebnisse – Town of Hubbardton, Vermont | Volkszählungsergebnisse – Town of Hubbardton, Vermont | Volkszählungsergebnisse – Town of Hubbardton, Vermont |
| Jahr                                                  | 1700                                                  | 1710                                                  | 1720                                                  | 1730                                                  | 1740                                                  | 1750                                                  | 1760                                                  | 1770                                                  | 1780                                                  | 1790                                                  |
| ----------------------------------------------------- | ----------------------------------------------------- | ----------------------------------------------------- | ----------------------------------------------------- | ----------------------------------------------------- | ----------------------------------------------------- | ----------------------------------------------------- | ----------------------------------------------------- | ----------------------------------------------------- | ----------------------------------------------------- | ----------------------------------------------------- |
| Einwohner                                             |                                                       |                                                       |                                                       |                                                       |                                                       |                                                       |                                                       |                                                       |                                                       | 404                                                   |
| Jahr                                                  | 1800                                                  | 1810                                                  | 1820                                                  | 1830                                                  | 1840                                                  | 1850                                                  | 1860                                                  | 1870                                                  | 1880                                                  | 1890                                                  |
| Einwohner                                             | 641                                                   | 724                                                   | 810                                                   | 865                                                   | 719                                                   | 701                                                   | 606                                                   | 606                                                   | 533                                                   | 506                                                   |
| Jahr                                                  | 1900                                                  | 1910                                                  | 1920                                                  | 1930                                                  | 1940                                                  | 1950                                                  | 1960                                                  | 1970                                                  | 1980                                                  | 1990                                                  |
| Einwohner                                             | 488                                                   | 455                                                   | 328                                                   | 307                                                   | 346                                                   | 332                                                   | 238                                                   | 228                                                   | 490                                                   | 576                                                   |
| Jahr                                                  | 2000                                                  | 2010                                                  | 2020                                                  | 2030                                                  | 2040                                                  | 2050                                                  | 2060                                                  | 2070                                                  | 2080                                                  | 2090                                                  |
| Einwohner                                             | 752                                                   | 706                                                   | 735                                                   |                                                       |                                                       |                                                       |                                                       |                                                       |                                                       |                                                       |

## Wirtschaft und Infrastruktur

### Verkehr
Durch Hubbardton führt die Vermont State Route 30 und verbindet den Ort mit Sudbury im Norden und Castleton im Süden. Die nächstgelegene Amtrak-Bahnstation findet sich in Castleton, der nächste Flugplatz in Fair Haven.

### Öffentliche Einrichtungen
Abgesehen von den üblichen städtischen Büros und der Bibliothek finden sich in Hubbardton keine öffentlichen Einrichtungen. Das nächste Krankenhaus ist das Rutland Regional Medical Center in Ruland City.